# 渠縣節孝坊
渠縣節孝坊位於四川省達州市渠縣，文物遺址年代判定為清代。2007年6月1日公佈為四川省第七批文物保護單位。
- 賈氏節孝坊：涌興鎮興武村二組牌坊溝，村民王承章農田前10米處。東經107°06′16.5″，北緯31°07′02.4″，海拔350 米。
- 燕氏節孝坊：望溪鄉安慶村四組老橋灣，金橋至龍門峽煤礦的公路東北10米處。東經106°56′27.6″，北緯30°39′39.2″，海拔345 米。